# Youth & Consequences
Youth & Consequences es una serie de televisión de transmisión de comedia dramática estadounidense creada por Jason Ubaldi y protagonizada por Anna Akana, Sean Grandillo y Piper Curda. Se estrenó el 7 de marzo de 2018 en YouTube Red. Los productores ejecutivos incluyeron a Ubaldi y Akana, junto a Mark Gordon, Nick Pepper, Katie Sarife, Blair Singer, Tom Spriggs y Jesse Hara. El 30 de junio de 2018 se confirmó que la serie no regresaría para una segunda temporada.

## Sinopsis
Youth & Consequences sigue a "la poderosa creadora de tendencias adolescente Farrah Cutney, que es la reina de Central Rochester High que lucha por mantener su lugar en el firmamento del poder mientras los rivales se levantan a su alrededor". 

## Reparto

### Principales
- Anna Akana como Farrah Cutney.
- Sean Grandillo como Colin Cowher.
- Katie Sarife como Sara Hurley.
- Sophie Reynolds como Plain Jane.
- Kara Royster como Jayne.
- Savannah Jayde como Stacey Moorehead.
- Piper Curda como Grace Ho.

### Recurrentes
- Mike Gray como Ilo Hampton.
- Moses Storm como Hook.
- Marcia Cross como Principal Cowher.
- Sumalee Montano como Kate Cutney.
- Brando White como Will.
- Ashley Parker como Hannah.
- Karan Brar como Dipankar Gosh.
- Abigail Snarr como Kendra.
- Jennifer Grzybowski como Lynn.
- Austin Grant como Tripp.
- Missi Pyle como Susan.
- Cary Elwes como Joel Cutney.
- Gabriel Eckert como Gabe.
- Tristan B. Johnson como Jack.
- Melanie Nelson como Chantal.
- Darien Willardson como Brandon Swain.

## Desarrollo
El 18 de octubre de 2017, se anunció que YouTube le había dado a la producción un orden de serie que consistiría en una primera temporada de ocho episodios de media hora. Anna Akana y Jason Ubaldi comenzaron a desarrollar la serie con YouTube en enero de 2017 a través de su asociación con el Instituto Sundance. Ubaldi creó y escribió la serie, con Akana como productor ejecutivo. The Mark Gordon Company está produciendo el programa, y Gordon firmó como productor ejecutivo junto a Nick Pepper, Blair Singer, Tom Spriggs y Jesse Hara. Singer servirá como showrunner de la serie y Wendey Stanzler está listo para dirigir el episodio piloto. El 30 de junio de 2018, la líder de la serie, Anna Akana, confirmó en su cuenta de Twitter que la serie no regresaría para una segunda temporada.

## Casting
Junto con el anuncio inicial de la serie, se informó que Akana interpretaría el papel principal de la serie de Farrah Cutney. Otros actores que forman parte del elenco principal incluyen a Sean Grandillo, Katie Sarife, Kara Royster, Sophie Reynolds, Piper Curda y Savannah Jayde. También se anunció que Marcia Cross se uniría al elenco de manera recurrente y que Cary Elwes aparecería como invitada. El 19 de diciembre de 2017, se anunció que Moses Storm se había unido a la serie en el papel recurrente de Hook.

## Filmaciones
La producción de la primera temporada se llevó a cabo en Ogden, Utah, Estados Unidos entre agosto y septiembre de 2017. Las escenas que tuvieron lugar en la escuela se filmaron en Ogden High School. Se informó que si se producían más temporadas del programa, la filmación se realizaría en la escuela solo durante los meses de verano. 
El Distrito Escolar de Ogden recibió $ 67,500 por permitir la producción de la película en Ogden High School. El pago estaba programado para ser dividido, con $ 37,500 yendo al distrito y el resto yendo directamente a la escuela secundaria. 

## Música
La banda sonora de la serie fue compuesta por el dúo compuesto por marido y mujer Waz y Jamie Jackson, conocido como WAZ-Jackson. La pareja pasó tres meses trabajando en el programa de octubre a diciembre de 2017. Los compositores han mencionado cómo el showrunner Jason Ubaldi logró crear personajes con múltiples dimensiones. Queriendo reflejar eso, Waz y Jackson decidieron escribir la partitura de tal manera que apoyara todas esas capas a través de una variedad de diferentes géneros musicales. Dado que gran parte del espectáculo tiene lugar en una escuela secundaria, utilizaron la energía impulsora de la línea de batería de una banda de música para mantener el impulso de una escena a otra. También utilizaron percusión electrónica moderna, vibraciones y mellotrón para mantener el sonido del espectáculo juvenil y peculiar. Cuando ocurrían momentos sinceros en la historia, estaban respaldados por piezas etéreas de piano, sintetizador y guitarra eléctrica. A diferencia de otras series que WAZ-Jackson ha anotado, Youth & Consequences se ordenó directamente a la serie. Esto significó que mientras estaban desarrollando el sonido musical general para el programa en el episodio piloto, también se les enviaron los episodios 102 y 103. Dado que el proceso de composición para el programa se estaba moviendo a un ritmo tan rápido, el dúo trajo a Al Sgro a bordo para ayudar con la partitura.

## Ventas
El 13 de enero de 2018, los productores de la serie aparecieron en la gira de prensa anual de invierno de la Asociación de Críticos de Televisión durante un panel de discusión del programa. Se informó que Akana dijo: "Creo que lo que más me atrajo del guión fue que sus motivaciones para la audiencia nunca son realmente claras. Jason hizo un trabajo hermoso al usar la construcción Mean Girls para que te preguntes, '¿Es egoísta o en realidad está cumpliendo una agenda que es para otras personas?' Creo que esa es la belleza de la complejidad en una historia de secundaria: es que las motivaciones de las personas no son necesariamente puramente egoístas o puramente para otra persona ".
El 7 de febrero de 2018, YouTube lanzó el primer clip de la serie y una colección de imágenes fijas. Unos días después, el 12 de febrero, se lanzó el primer avance teaser de la serie y unos días después, YouTube lanzó el avance completo y anunció una fecha de estreno el 7 de marzo de 2018.

## Premiere
El 28 de febrero de 2018, la serie realizó un evento de proyección en Los Ángeles, California. 

## Críticas Constructivas
En una revisión positiva, Joyce Slaton de Common Sense Media elogió la serie diciendo: "Dando vueltas alrededor de una camarilla escolar hambrienta de poder, este drama adolescente es intrigante, mezquino y entretenido a la vez". Continuó diciendo: "La falta de amabilidad y los mensajes poco positivos pueden convencer a los padres de que mantengan este en la lista de personas que no deben ver. Pero como una especie de enlace peligroso de la escuela secundaria oscura, la juventud y las consecuencias llega a la marca y pronto puede generar conversiones de nuevos espectadores ".

## Premios y nominaciones
- 2018: Streamy Awards, Anna Akana (Ganadora)
- 2018: Streamy Awards, Youth & Consequences (Nominado)
- 2019: Daytime Emmy Awards, Youth & Consequences (Nominado)
- 2019: Premios Primetime Emmy, Youth & Consequences (Ganador)

- Datos: Q48817363